# Le Flon (quartiere)
Le Flon è un quartiere della città di Losanna, in Svizzera. È servito dalle linee 1 e 2 della metropolitana di Losanna dalla stazione di Losanna-Flon.

## Geografia
Questa zona si trova nella conca di una valle che è stata colmata artificialmente. Un fiume, chiamato anch'esso Flon, un tempo scorreva in questa valle, mentre ora scorre sottoterra. L'area è situata nel quartiere centrale di Losanna.